# Taguag (rivière)
 (novembre 2014).
Le Taguag est une rivière dans le territoire de Guam aux États-Unis.